# Antarctomysis maxima
Antarctomysis maxima är en kräftdjursart som först beskrevs av George Alfred Holt och W. M. Tattersall 1906 som Mysis maxima.  Antarctomysis maxima ingår i familjen Mysidae.